# SACU

Państwa członkowskie SACU

SACU (Southern African Customs Union) – południowoafrykańska organizacja uważana za najstarszą unię celną na świecie. Początki jej szacuje się na 1889 rok (czasy kolonialne), kiedy to brytyjska Kolonia Przylądkowa podpisała Konwencję Unii Celnej z Wolnym Państwem Oranią. Porozumienie SACU poszerzyło się 29 czerwca 1910 roku o:
- Basutoland (Lesoto),
- Beczuanę (Botswanę),
- Eswatini,
- Namibię.

Zapoczątkowało to Południowoafrykańską Unię Celną liczącą pięć państw (RPA, Lesoto, Eswatini, Botswana, Namibia). Siedziba SACU ma miejsce w Windhuk (Namibia). Głównymi celami SACU jest ułatwienie handlu oraz integracja ekonomiczna. We wspólnocie dominuje RPA. Oprócz Botswany wszyscy członkowie mają sztywno powiązaną walutę z południowoafrykańskim randem.
Rada Ministrów jest naczelnym organem Unii Celnej, ponadto:
- Komisja Unii Celnej,
- Sekretariat,
- Rada ds. Taryf Celnych,
- Komitety Współpracy Technicznej,
- Trybunał.

Według założeń SACU w najbliższych latach mają dołączyć inne państwa należące do  Wspólnoty Rozwoju Afryki Południowej.